# Ninth Avenue
La Ninth Avenue, poi Columbus Avenue tra la West 59th e la 110th Street, è un'arteria nel West Side di Manhattan a New York. Il traffico scorre in centro (in direzione sud) lungo l'intero tratto da Chelsea all'Upper West Side, ad eccezione dei tre isolati più a sud (da Gansevoort Street alla 14th Street) dove il traffico scorre in direzione nord trasportando traffico da Greenwich Street.

## Descrizione
La Ninth Avenue ha origine appena a sud di West 14th Street a Gansevoort Street nel West Village e si estende per 48 isolati fino all'incrocio con West 59th Street, dove diventa Columbus Avenue prendendo il nome da Cristoforo Colombo. Continua ininterrottamente attraverso l'Upper West Side fino alla West 110th Street, dove il suo nome cambia di nuovo, in Morningside Drive, e corre a nord attraverso Morningside Heights fino a West 122nd Street.
Un tratto di un isolato della Ninth Avenue tra la 15a e la 16a strada è anche segnalato come "Oreo Way". I primi biscotti Oreo furono prodotti nel 1912 nell'ex quartier generale di Nabisco in quell'isolato.
La parte del viale tra la 14a e la 31a strada è stata ristrutturata nel 2008 con una pista ciclabile tra il cordolo orientale e la corsia di parcheggio, seguita da un'altra parte tra la 77a e la 96a strada nel 2011.
Sopra il quartiere di Lincoln Square, dove la rete televisiva ABC ospita le sue sedi aziendali in un gruppo di edifici ristrutturati e moderni, Columbus Avenue attraversa il Central Park West Historic District, che si estende dalla 67ª/68a strada all'89a strada. Lì, il viale presenta un paesaggio stradale unificato di edifici popolari da 5 a 7 piani in mattoni e arenaria con discreti dettagli neoromanici e stile italianeggiante, che impiegano dettagli in terracotta colata e pannelli e decorazioni di mattoni ad angolo. Rimangono molte cornici di stagno decorate. Gli edifici sono separati, a metà isolato, dai vicoli di accesso più stretti, offrendo scorci di fogliame di Ailanthus nei cortili delle strade laterali. I progetti ripetuti di tre o quattro costruttori speculativi commerciali, utilizzando le stesse caratteristiche e dettagli, si aggiungono all'unità architettonica del viale. Ci sono diversi edifici di appartamenti, precedenti la prima guerra mondiale, di dimensioni generose e l'ex Endicott Hotel, nonché un piccolo isolato commerciale degli uffici di McKim, Mead e White sulla 72nd Street.
Tra la 77a e la 81a strada, Columbus Avenue confina con l'American Museum of Natural History e il Theodore Roosevelt Park.
La Ninth Avenue riappare nel quartiere di Inwood come una breve strada a doppio senso interrotta in due segmenti dalla 207th Street Yard della metropolitana di New York. Va da West 201st Street a West 208th Street, termina senza uscita a Inwood North Cove Park sul fiume Harlem, quindi riprende a West 215th Street e termina a Broadway tra West 220th Street e Broadway Bridge, nel luogo in cui si trova la 221st Street ovest. Gli indirizzi lungo questo tratto superiore dalla 201st Street a Broadway sono continui con la parte inferiore della Ninth Avenue.

## Storia
La Ninth Avenue Elevated era un treno passeggeri che correva sopra la Ninth Avenue, a partire dal XIX secolo. Il contratto di locazione per la linea era stato assunto dalla Interborough Rapid Transit Company (IRT) il 1º aprile 1903. La linea proseguì fino a quando fu chiusa e smantellata nel 1940, in seguito all'acquisto della IRT da parte del Comune di New York, in quanto resa ridondante dalla linea metropolitana Eighth Avenue della città.
La Ninth Avenue e la Columbus Avenue sono state convertite per trasportare il traffico unidirezionale in direzione sud in due fasi. A sud della sua intersezione con Broadway, il viale è stato convertito il 6 novembre 1948. Il tratto rimanente, alla 110ª strada, fu convertito il 6 dicembre 1951.
Ogni anno a maggio vi si tiene la fiera di strada Ninth Avenue International Food Festival.

## Punti di interesse
- Alvin Ailey American Dance Theater, su Ninth Avenue e 55th Street
- American Museum of Natural History
- Chelsea
- Church of St. Paul the Apostle
- Church of the Holy Apostles
- Fordham University
- Gansevoort Market
- Hell's Kitchen, neighborhood
- John Jay College
- Lincoln Center for the Performing Arts, all'incrocio con Columbus Avenue e Broadway (vicino alla 65th Street)
- Manhattan West
- Moynihan Station
- Port Authority Bus Terminal, 41st Street
- Roosevelt Hospital
- 66th Street – l'unica stazione della metropolitana su Ninth o Columbus Avenues

## Galleria d'immagini

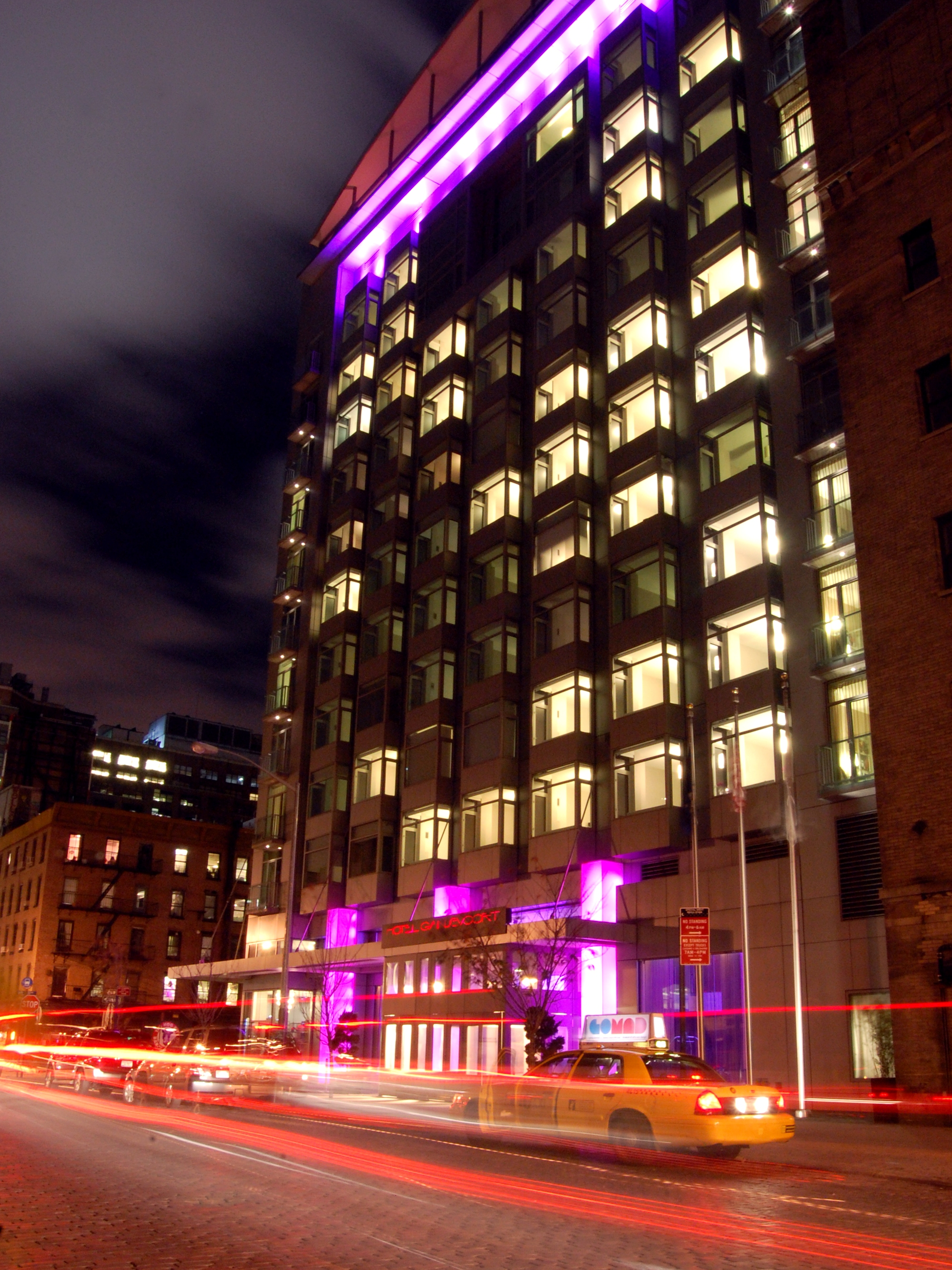
L'Hotel Gansevoort al 19 della Nona Avenue
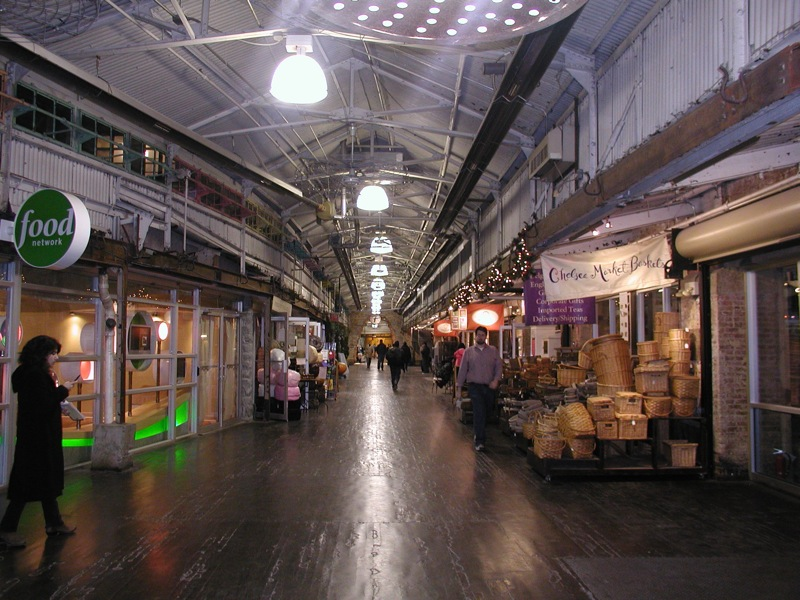
L'interno del Chelsea Market, il cui ingresso principale si trova sulla Ninth Avenue tra la 15a e la 16a strada
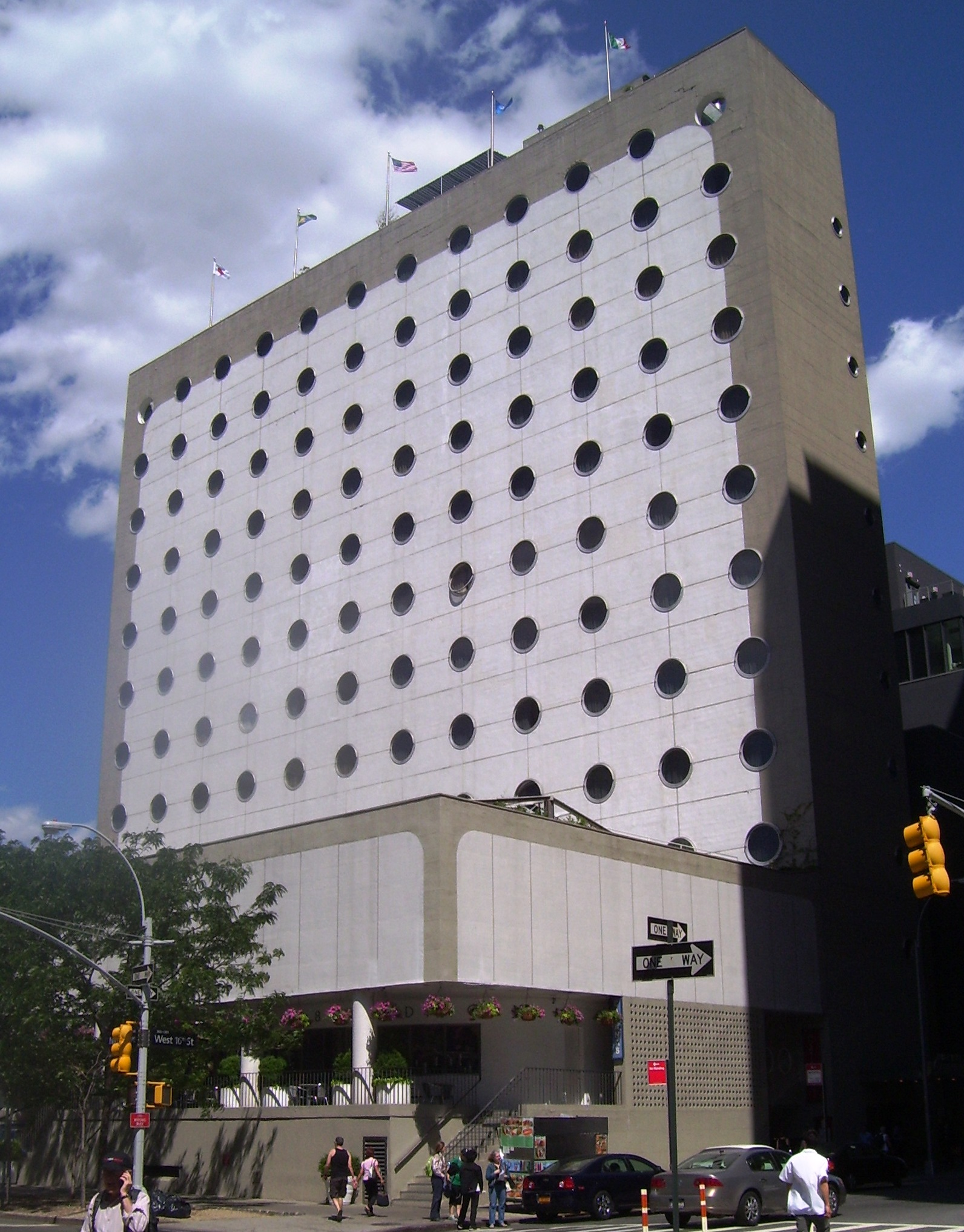
Il Maritime Hotel tra la 16a e la 17a strada
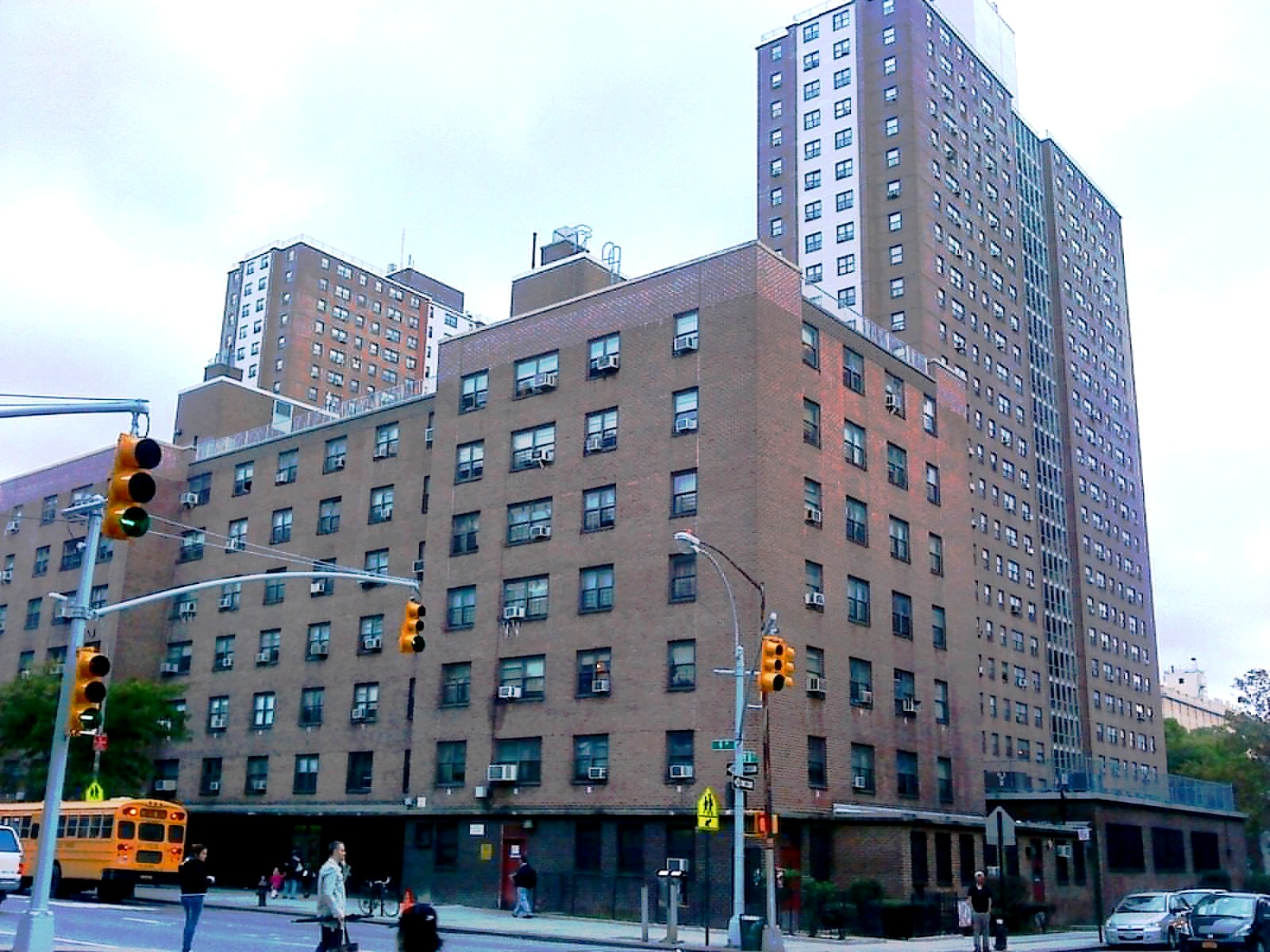
Le Fulton Houses della New York City Housing Authority sulla 18th Street
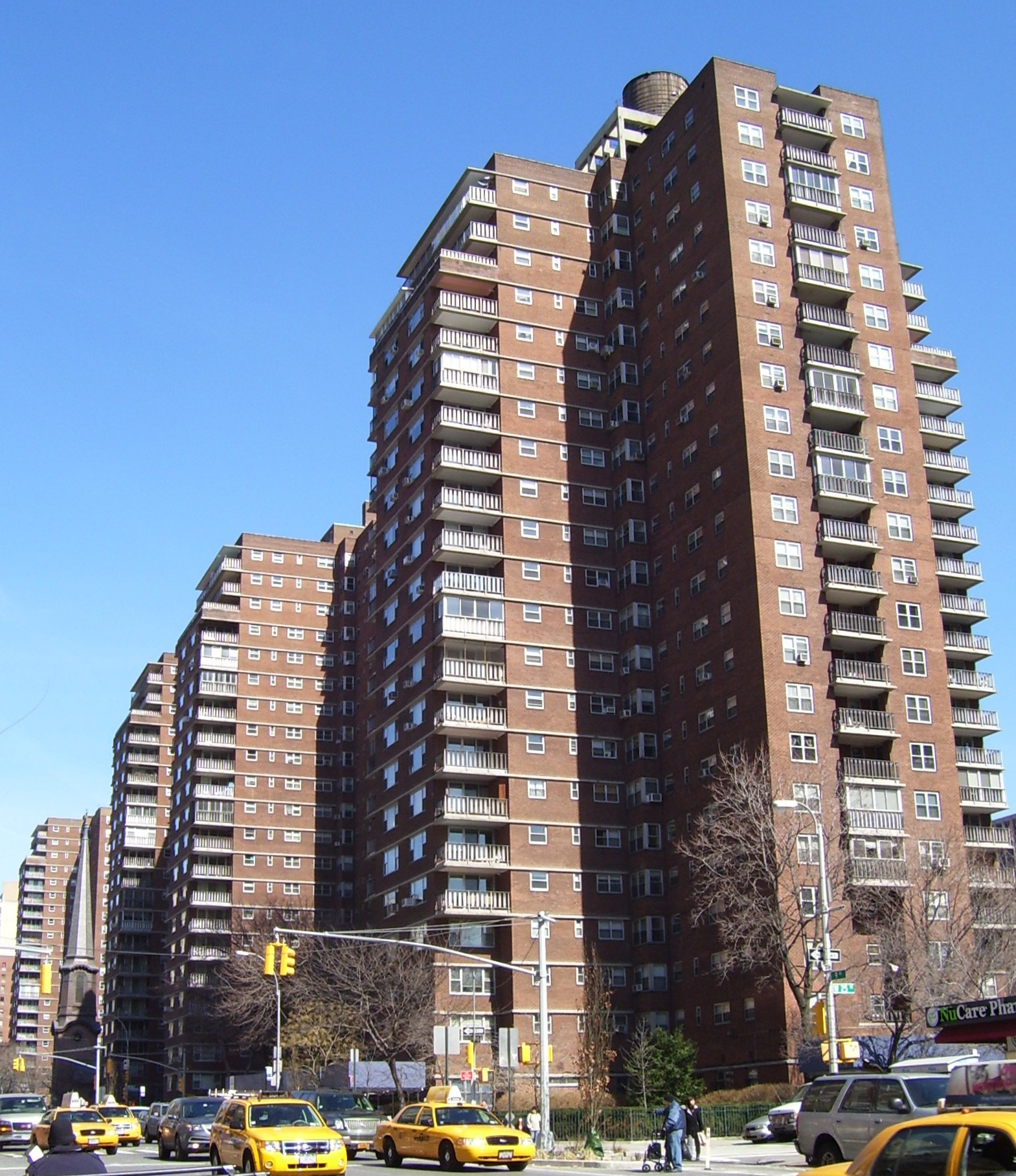
Il complesso residenziale Penn South sulla 25th Street
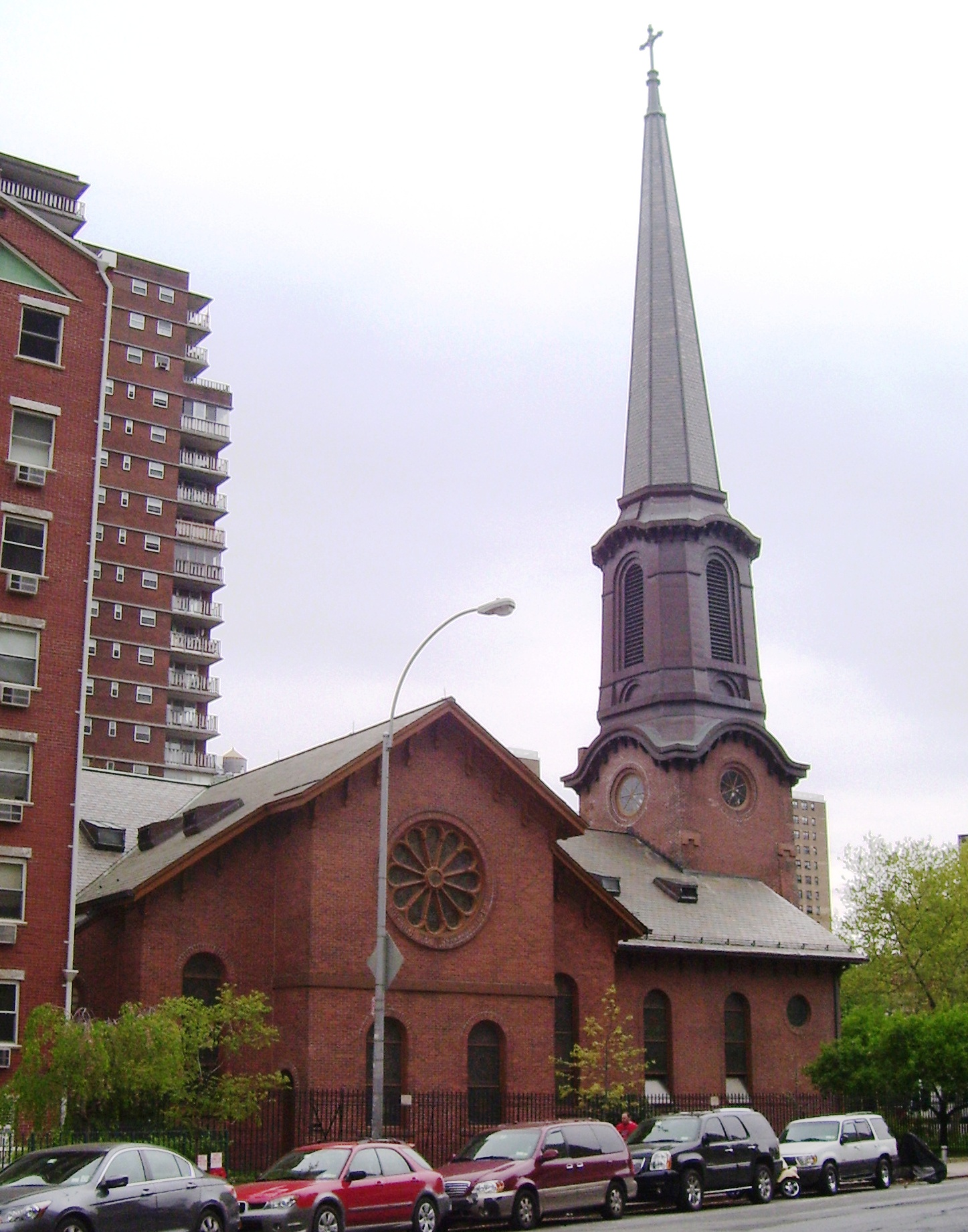
La Church of the Holy Apostles nella 28th Street
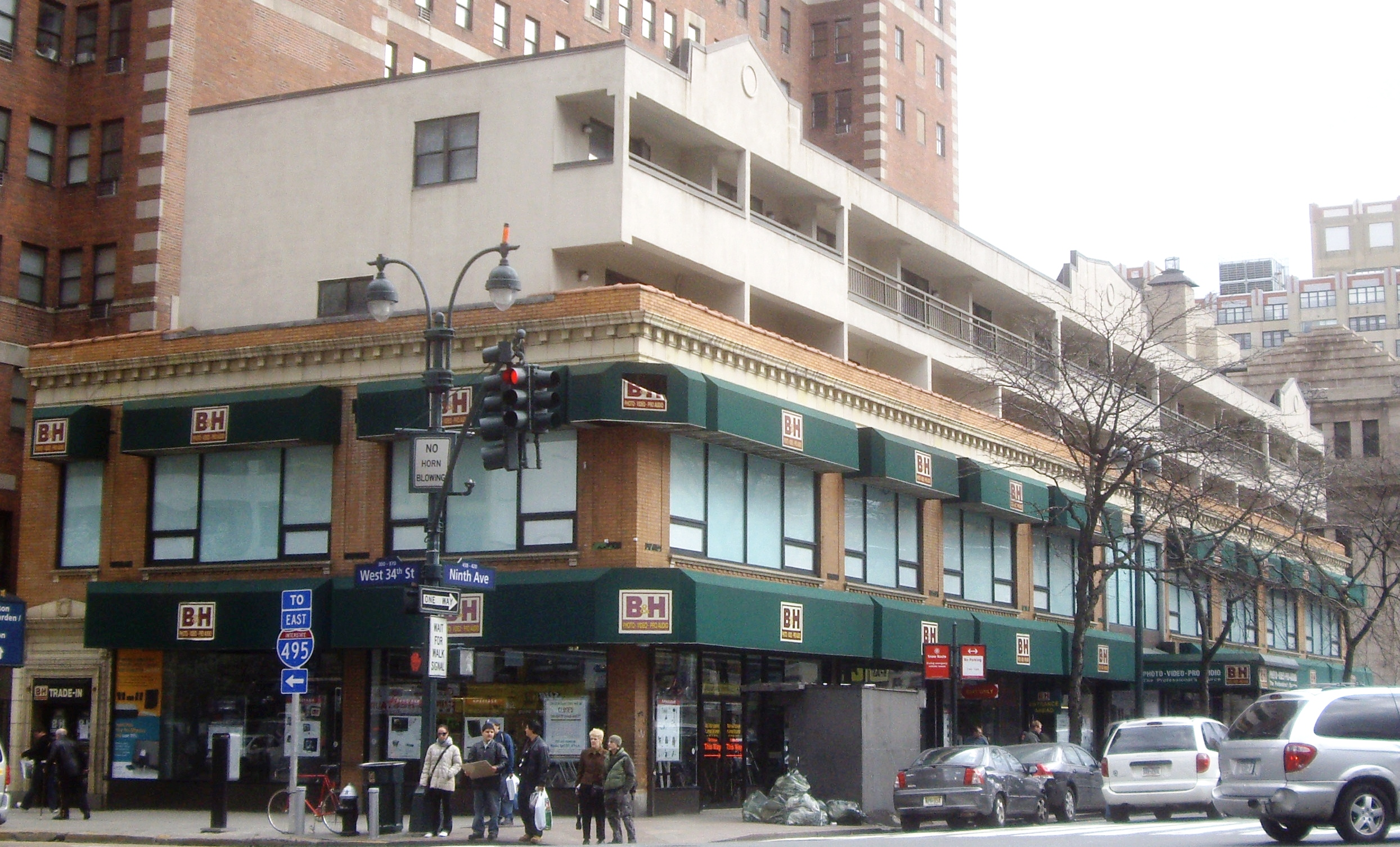
B&H Photo Video presso la 34th Street
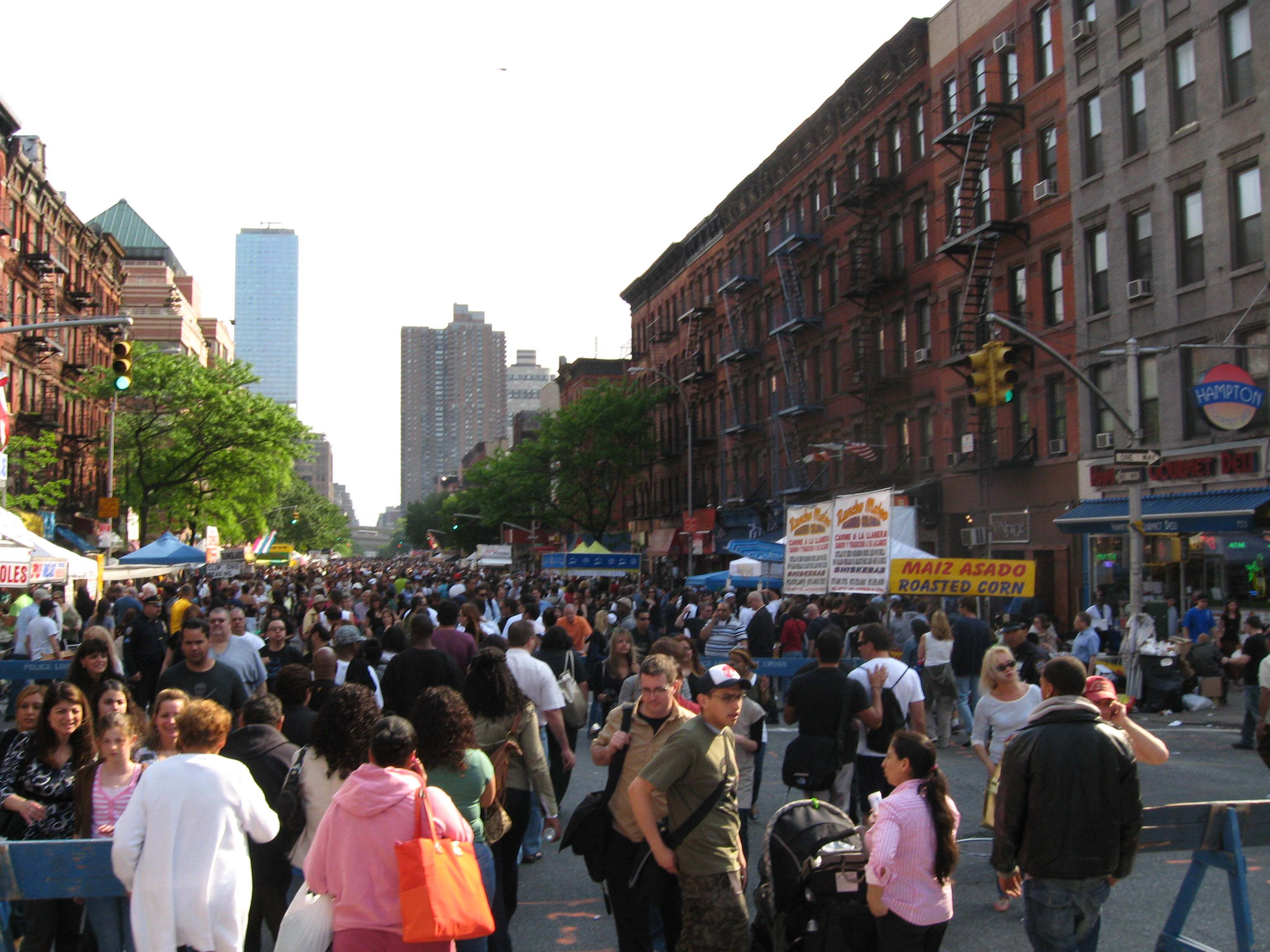
Festival internazionale dell'alimentazione di strada della Ninth Avenue
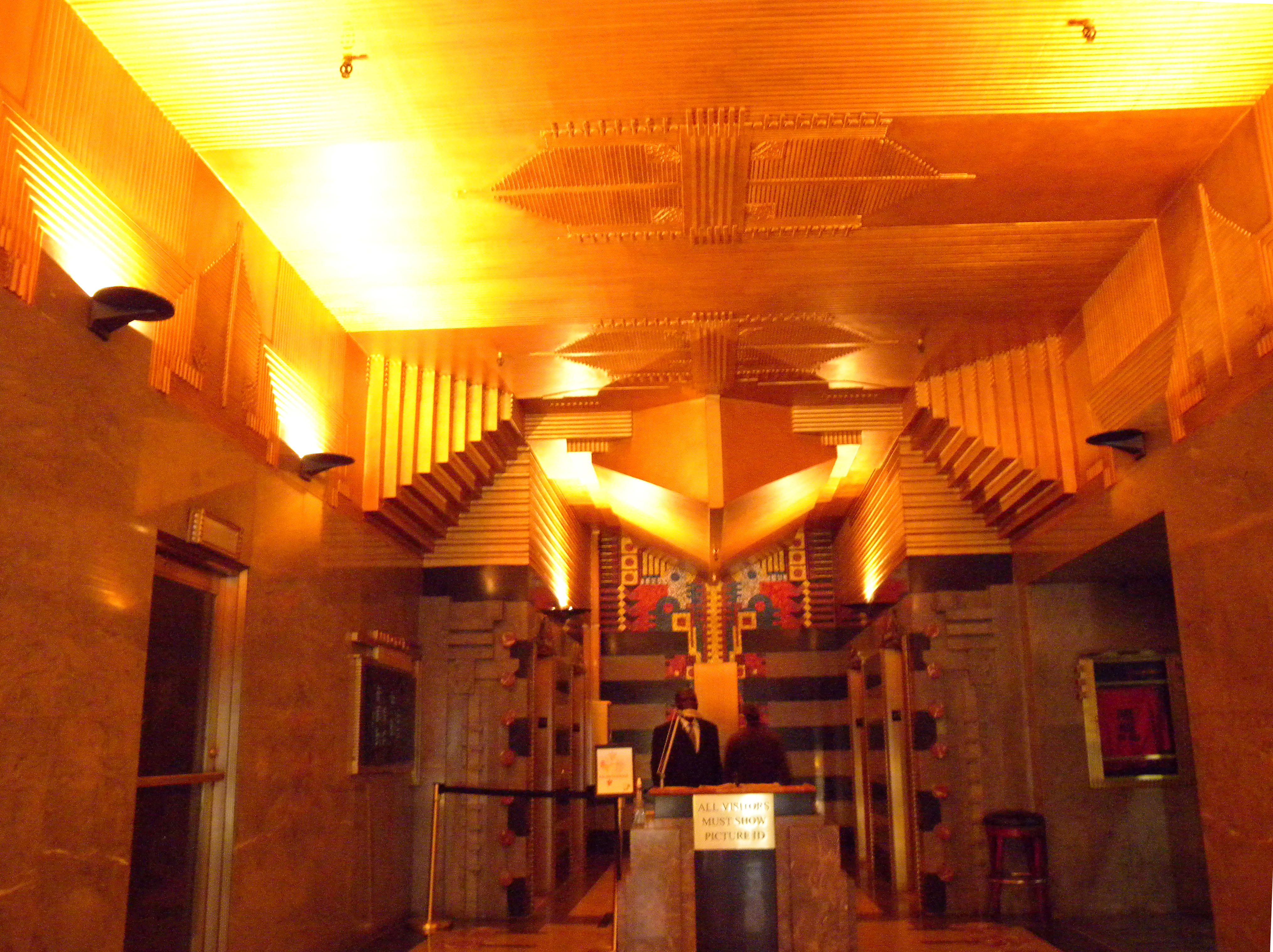
L'atrio del Film Center Building tra la 44a e la 45a strada
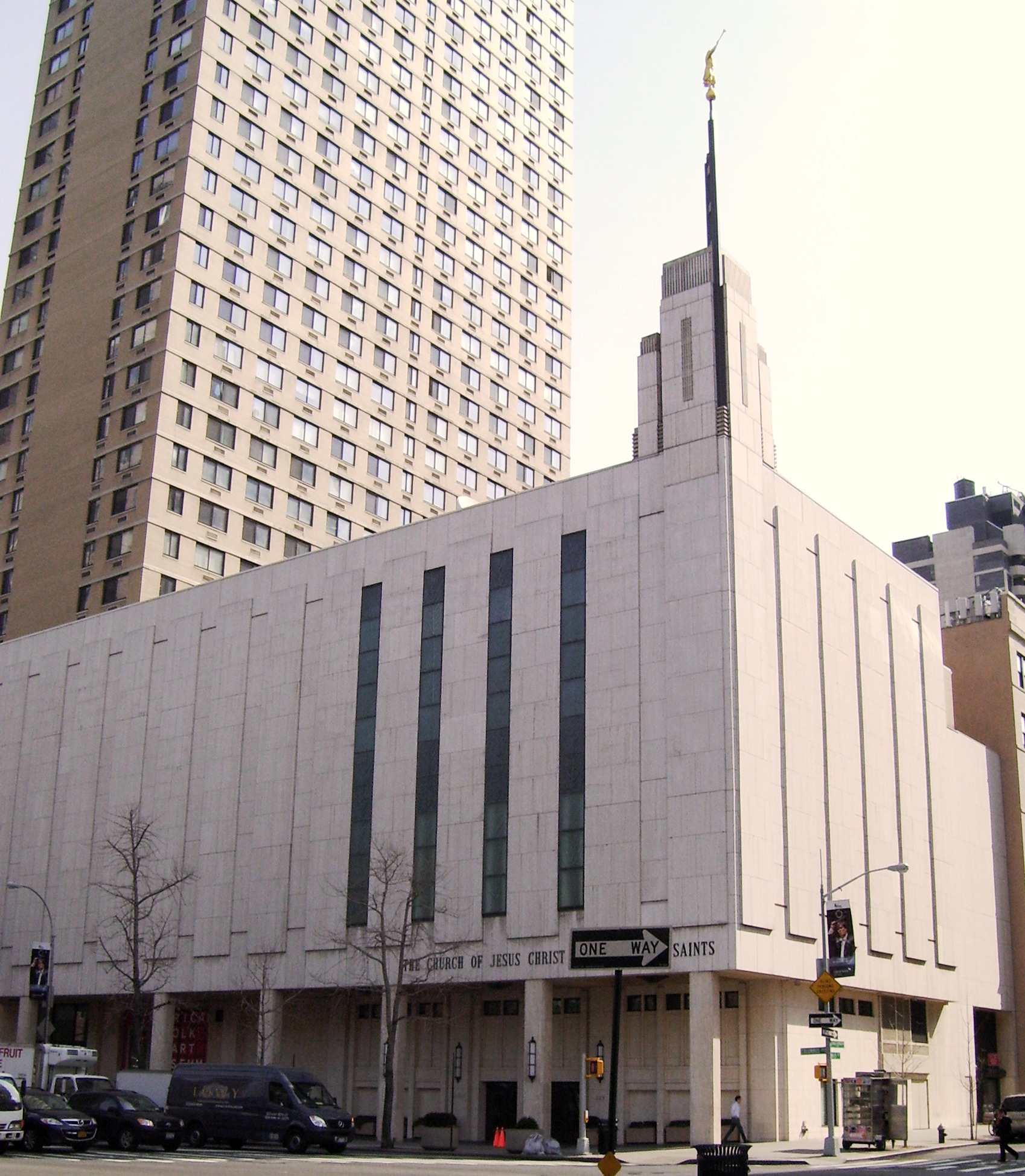
Il Tempio della The Church of Jesus Christ of Latter-day Saints tra la 65a e la 66a strada

## Nella cultura popolare
- La Ninth Avenue fa da sfondo a View of the World di Saul Steinberg.
- Nello show televisivo Seinfeld, il set di strada su cui sono state girate la maggior parte delle scene di strada era basato su Columbus Avenue.
- Nella commedia The Zoo Story di Edward Albee, Jerry afferma di vivere tra Columbus Avenue e Central Park.